# 孟庄村 (章丘市)
孟庄村,中华人民共和国山东省济南市章丘市水寨镇所辖的一个行政村。总人口579，其中男性301人，女性278人；农业户口569人，非农业人口10人；18岁以下人口126人，18-35岁人口117人，35-60岁人口254人，60岁以上人口82人（2006年）。耕地面积62公顷（2006年）。行政区划代码370181106211。